# Érik a ropogós cseresznye
Az Érik a ropogós cseresznye kezdetű magyar népdalt Bartók Béla gyűjtötte a Pest-Pilis-Solt-Kiskun vármegyei Fóton 1907-ben.
Feldolgozások:
| Szerző        | Mire                | Mű                                                 | Előadás |
| ------------- | ------------------- | -------------------------------------------------- | ------- |
| Kodály Zoltán | két szólam          | Bicinia Hungarica, III. füzet, 111. dal            |         |
| Bartók Béla   | ének, zongora       | Húsz magyar népdal IV. sorozat: új dalok, 2. darab | [ 1 ]   |
| Weiner Leó    | zongora             | Húsz könnyű kis darab, 4. darab                    | [ 2 ]   |
| Ludvig József | ének, gitárakkordok | Kis kacsa fürdik…, 19. oldal                       |         |

## Kotta és dallam
| Érik a ropogós cseresznye. Viszek a babámnak belőle. Viszek a babámnak, csuhaj, belőle, ha beteg, gyógyuljon meg tőle. | Magas a kaszárnya teteje, német szó hallatszik belőle. Bárcsak egy magyar szót, tyuhaj, hallanék, kitől a babámnak üzennék. | Kihajtom a ludam a rétre, magam is lefekszem melléje, elkiáltom magam: libu-libukám, gyere ki, aranyos Mariskám! |

## Felvételek
- Érik a ropogós cseresznye (egyveleg). Koma Duo  YouTube (2013. december 21.)  (Hozzáférés: 2016. október 22.) (audió, fényképsorozat) 0:56-ig. lakodalmas rock